# Adanaspor Kulübü
L'Adanaspor Kulübü, noto semplicemente come Adanaspor, è una società calcistica turca con sede ad Adana. Milita nella TFF 1. Lig, la seconda serie del campionato turco di calcio.
Fondato nel 1954, il club gioca le partite in casa allo stadio 5 gennaio-Fatih Terim. I colori sociali sono il bianco e l'arancione. È contrapposta ai concittadini dell'Adana Demirspor, club fondato nel 1940, da una rivalità che ha il suo culmine nel derby di Adana.
A livello nazionale, l'Adanaspor ha vinto una Coppa del Ministero della gioventù e dello sport, competizione poi soppressa. Vanta un secondo e un terzo posto in Süper Lig, nel 1981 e nel 1976, e ha vinto un campionato di TFF 2. Lig. Ha disputato la Coppa UEFA in tre occasioni e la Coppa dei Balcani per club in una circostanza.

## Storia
L'Adanaspor fu fondato nel 1954 da Mehmet Sanlitürk, Mustafa Bekbas, Erol Erk, Ali Gedikbas e Dr.Muzaffer Eraslan. I colori originali del club erano gialli e blu marino. Hanno gareggiato nel campionato amatoriale fino al 1966. L'Adanaspor fu fuso con Akinspor e Torosspor al fine di diventare un club completamente professionistico. Essi sono stati ammessi nella TFF 2. Lig (seconda divisione, l'odierna TFF 1. Lig) nella loro prima stagione da professionisti. Dopo la fusione, hanno cambiato i loro colori in arancione e bianco.
Il club ha gareggiato nella 2.Lig fino a quando hanno guadagnato la promozione in 1.Lig (Süper Lig) a conclusione della stagione 1970-1971. Hanno vinto la loro prima coppa, il Gençlik ve Spor Bakanligi Kupasini nel 1973. Adanaspor sconfitto İzmir Denizgücü 2-0 in finale, con Behçet Arkun e Orhan Yalcinkaya segnando gli obiettivi. Passarono tredici anni di fila nel 1.Lig, 1971-1984, la partecipazione alla Coppa UEFA tre volte e la Coppa dei Balcani per club una volta.
L'Adanaspor finì quarto al termine della stagione 1975-1976, il miglior risultato nella massima serie al momento. Hanno continuato a migliorare il loro record, arrivando secondo nel 1980-81. Essi sono retrocessi per la prima volta nel 1984, ma hanno guadagnato la promozione nel 1988 dopo aver vinto la 2.Lig. Tuttavia, a causa di problemi finanziari, il club non mantenne il suo livello di prestazioni e sono retrocessi in 2.Lig alla fine della stagione 1990-1991.
Il club ha trascorso gli anni successivi rimbalzando su e giù tra le leghe. Il club perse il controllo a metà degli anni 2000 e dichiararono fallimento nel 2005. Essi sono retrocessi per tre volte di fila, finendo nella 3.Lig (quarta divisione) nel 2006. Tuttavia, hanno guadagnato una doppia promozione nel 2006-07 e 2007-08. Essi sono stati nella 1.Lig (seconda divisione) dal 2008, mancando la promozione in Süper Lig alla fine della stagione 2009-10.
Adanaspor finito 6° il campionato del 2011-12, si qualifico' per i play-off. Hanno sconfitto il Caykur Rizespor con un 4-1 complessivo, ma sono stati sconfitti dal Kasımpaşa con un punteggio di 3-2 (nei tempi regolamentari era 2-2) dopo i tempi supplementari e mancarono il ritorno al livello superiore.

## Rosa 2024-2025
Aggiornata al 22 ottobre 2024.
| N. |                         | Ruolo | Calciatore       |
| -- | ----------------------- | ----- | ---------------- |
| 1  | Turchia (bandiera)      | P     | Ahmet Kıvanç     |
| 3  | Turchia (bandiera)      | D     | Hüseyin Öztürk   |
| 4  | Turchia (bandiera)      | D     | Batuhan Yılmaz   |
| 5  | Turchia (bandiera)      | D     | Kubilay Aktaş    |
| 6  | Turchia (bandiera)      | C     | Devran Senyurt   |
| 7  | Turchia (bandiera)      | A     | Metehan Altunbaş |
| 8  | Turchia (bandiera)      | C     | Harun Alpsoy     |
| 9  | Burkina Faso (bandiera) | A     | Abdoul Tapsoba   |
| 10 | Svizzera (bandiera)     | A     | Dimitri Oberlin  |
| 11 | Camerun (bandiera)      | C     | Eric Ayuk        |
| 13 | Turchia (bandiera)      | P     | Arda Akbulut     |
| 14 | Nigeria (bandiera)      | C     | Bonke Innocent   |
| 15 | Belgio (bandiera)       | D     | Jordan Lukaku    |
| 18 | Turchia (bandiera)      | D     | Uğur Demirok     |
| 20 | Senegal (bandiera)      | A     | Amadou Ciss      |
| 21 | Turchia (bandiera)      | D     | Hıdır Aytekin    |
| 22 | Turchia (bandiera)      | D     | Fatih Kuruçuk    |

| N. |                          | Ruolo | Calciatore          |
| -- | ------------------------ | ----- | ------------------- |
| 23 | Turchia (bandiera)       | D     | Evren Korkmaz       |
| 25 | Turchia (bandiera)       | P     | Muhammed Emin Çelik |
| 26 | Turchia (bandiera)       | D     | Feyzi Yıldırım      |
| 27 | Nuova Zelanda (bandiera) | C     | Joe Champness       |
| 28 | Francia (bandiera)       | C     | Check Oumar Diakité |
| 30 | Turchia (bandiera)       | C     | Mutlu Aksu Doğan    |
| 42 | Francia (bandiera)       | C     | Abdoulaye Dabo      |
| 47 | Francia (bandiera)       | C     | Samuel Yépié Yépié  |
| 61 | Turchia (bandiera)       | C     | Serhat Kot          |
| 64 | Turchia (bandiera)       | D     | Cem Güzelbay        |
| 68 | Turchia (bandiera)       | C     | Hakan Eroğlu        |
| 70 | Turchia (bandiera)       | A     | Burhan Tuzun        |
| 77 | Turchia (bandiera)       | D     | Ferhat Katipoğlu    |
| 78 | Cile (bandiera)          | C     | Júnior Fernándes    |
| 99 | Turchia (bandiera)       | C     | Muhammet Enes Gök   |
|    | Svizzera (bandiera)      | C     | Shirvan Tas         |

## Rosa 2023-2024
Aggiornata al 20 novembre 2023.
| N. |                     | Ruolo | Calciatore       |
| -- | ------------------- | ----- | ---------------- |
| 1  | Turchia (bandiera)  | P     | Ahmet Kıvanç     |
| 3  | Turchia (bandiera)  | D     | Hüseyin Öztürk   |
| 4  | Turchia (bandiera)  | D     | Batuhan Yılmaz   |
| 5  | Turchia (bandiera)  | D     | Kubilay Aktaş    |
| 6  | Turchia (bandiera)  | C     | Devran Senyurt   |
| 7  | Turchia (bandiera)  | A     | Metehan Altunbaş |
| 8  | Turchia (bandiera)  | C     | Harun Alpsoy     |
| 10 | Svizzera (bandiera) | A     | Dimitri Oberlin  |
| 11 | Camerun (bandiera)  | C     | Eric Ayuk        |
| 13 | Turchia (bandiera)  | P     | Arda Akbulut     |
| 14 | Turchia (bandiera)  | C     | Hakkı Türker     |
| 15 | Belgio (bandiera)   | D     | Jordan Lukaku    |
| 20 | Turchia (bandiera)  | C     | İbrahim Aksu     |
| 21 | Turchia (bandiera)  | D     | Hıdır Aytekin    |
| 22 | Turchia (bandiera)  | D     | Fatih Kuruçuk    |
| 23 | Turchia (bandiera)  | D     | Evren Korkmaz    |

| N. |                          | Ruolo | Calciatore          |
| -- | ------------------------ | ----- | ------------------- |
| 25 | Turchia (bandiera)       | P     | Muhammed Emin Çelik |
| 26 | Turchia (bandiera)       | D     | Feyzi Yıldırım      |
| 27 | Nuova Zelanda (bandiera) | C     | Joe Champness       |
| 28 | Francia (bandiera)       | C     | Check Oumar Diakité |
| 30 | Turchia (bandiera)       | C     | Mutlu Aksu Doğan    |
| 42 | Francia (bandiera)       | C     | Abdoulaye Dabo      |
| 47 | Francia (bandiera)       | C     | Samuel Yépié Yépié  |
| 61 | Turchia (bandiera)       | C     | Serhat Kot          |
| 64 | Turchia (bandiera)       | D     | Cem Güzelbay        |
| 68 | Turchia (bandiera)       | C     | Hakan Eroğlu        |
| 70 | Turchia (bandiera)       | A     | Burhan Tuzun        |
| 77 | Turchia (bandiera)       | D     | Ferhat Katipoğlu    |
| 78 | Cile (bandiera)          | C     | Júnior Fernándes    |
| 99 | Turchia (bandiera)       | C     | Muhammet Enes Gök   |
|    | Svizzera (bandiera)      | C     | Shirvan Tas         |

## Rosa 2022-2023
Aggiornata al 17 marzo 2023.
| N. |                       | Ruolo | Calciatore    |
| -- | --------------------- | ----- | ------------- |
| 5  | Belgio (bandiera)     | D     | Jordan Lukaku |
| 8  | Germania (bandiera)   | C     | Berkan Firat  |
| 11 | Portogallo (bandiera) | A     | Pedro Nuno    |
| 14 | Turchia (bandiera)    | C     | Hakkı Türker  |
| 21 | Turchia (bandiera)    | D     | Miran Ağırbaş |
| 22 | Turchia (bandiera)    | D     | Harun Kaya    |

| N. |                    | Ruolo | Calciatore     |
| -- | ------------------ | ----- | -------------- |
| 23 | Turchia (bandiera) | D     | Evren Korkmaz  |
| 29 | Turchia (bandiera) | P     | Özer Soylu     |
| 42 | Turchia (bandiera) | C     | Devran Senyurt |
| 59 | Turchia (bandiera) | P     | Arda Akbulut   |
| 61 | Belgio (bandiera)  | D     | Enes Sağlık    |

## Rosa 2021-2022
Aggiornata al 21 settembre 2021.
| N. |                                 | Ruolo | Calciatore            |
| -- | ------------------------------- | ----- | --------------------- |
| 1  | Turchia (bandiera)              | P     | Burak Çapkınoğlu      |
| 3  | Turchia (bandiera)              | D     | Ömer Çakı             |
| 5  | Turchia (bandiera)              | C     | Celil Yüksel          |
| 6  | Marocco (bandiera)              | C     | Youssef Aït Bennasser |
| 7  | Germania (bandiera)             | C     | Berkan Firat          |
| 8  | Turchia (bandiera)              | C     | Cem Özdemir           |
| 9  | Serbia (bandiera)               | A     | Ognjen Ožegović       |
| 10 | Turchia (bandiera)              | C     | Serdar Özkan          |
| 11 | Ghana (bandiera)                | A     | Samuel Tetteh         |
| 12 | Ghana (bandiera)                | D     | Isaac Donkor          |
| 13 | Turchia (bandiera)              | D     | Harun Kaya            |
| 14 | Turchia (bandiera)              | C     | Orkan Çınar           |
| 16 | Nigeria (bandiera)              | C     | Papa Daniel           |
| 17 | Turchia (bandiera)              | A     | Samed Kaya            |
| 18 | Bosnia ed Erzegovina (bandiera) | P     | Goran Karaćić         |

| N. |                         | Ruolo | Calciatore              |
| -- | ----------------------- | ----- | ----------------------- |
| 20 | Turchia (bandiera)      | C     | Tevfik Altındağ         |
| 23 | Turchia (bandiera)      | D     | Evren Korkmaz           |
| 30 | Turchia (bandiera)      | D     | Furkan Şeker            |
| 35 | Turchia (bandiera)      | C     | Uğurcan Yazğılı         |
| 36 | Turchia (bandiera)      | D     | Cenk Alptekin           |
| 61 | Turchia (bandiera)      | D     | Hakan Çinemre           |
| 69 | Turchia (bandiera)      | A     | Ozan Papaker            |
| 74 | Turchia (bandiera)      | P     | Özer Soylu              |
| 77 | Turchia (bandiera)      | D     | İsmail Erdoğan          |
| 90 | Turchia (bandiera)      | A     | Ahmethan Köse           |
| 94 | Turchia (bandiera)      | C     | İbrahim Aksu            |
| 95 | Turchia (bandiera)      | C     | Melih İşdil             |
| 99 | Turchia (bandiera)      | C     | Fıratcan Üzüm           |
|    | Turchia (bandiera)      | P     | Yaşar Memişoğullarından |
|    | Burkina Faso (bandiera) | C     | Adolphe Belem           |

## Rosa 2020-2021
Aggiornata al 16 dicembre 2020.
| N. |                                 | Ruolo | Calciatore       |
| -- | ------------------------------- | ----- | ---------------- |
| 1  | Turchia (bandiera)              | P     | Burak Çapkınoğlu |
| 5  | Turchia (bandiera)              | C     | Umut Sözen       |
| 7  | Turchia (bandiera)              | A     | Ömer Çiçek       |
| 8  | Turchia (bandiera)              | C     | Ahmet Bahçıvan   |
| 9  | Serbia (bandiera)               | A     | Ognjen Ožegović  |
| 11 | Austria (bandiera)              | A     | Eren Keleş       |
| 12 | Ghana (bandiera)                | D     | Isaac Donkor     |
| 14 | Camerun (bandiera)              | A     | Eric Embe        |
| 15 | Turchia (bandiera)              | D     | Ömer Çakı        |
| 18 | Bosnia ed Erzegovina (bandiera) | P     | Goran Karaćić    |
| 19 | Burkina Faso (bandiera)         | A     | Adolphe Belem    |
| 20 | Turchia (bandiera)              | C     | Tevfik Altındağ  |
| 21 | Turchia (bandiera)              | C     | Atalay Babacan   |
| 22 | Turchia (bandiera)              | C     | Celil Yüksel     |
| 23 | Turchia (bandiera)              | D     | Evren Korkmaz    |
| 24 | Turchia (bandiera)              | A     | Ergin Keleş      |
| 27 | Turchia (bandiera)              | D     | Furkan Şeker     |

| N. |                     | Ruolo | Calciatore              |
| -- | ------------------- | ----- | ----------------------- |
| 35 | Turchia (bandiera)  | C     | Uğurcan Yazğılı         |
| 39 | Turchia (bandiera)  | D     | Cenk Alptekin           |
| 41 | Turchia (bandiera)  | D     | Hakan Çinemre           |
| 42 | Germania (bandiera) | C     | Berkan Firat            |
| 48 | Turchia (bandiera)  | P     | Yaşar Memişoğullarından |
| 52 | Turchia (bandiera)  | D     | Canberk Dilaver         |
| 53 | Turchia (bandiera)  | A     | Ozan Papaker            |
| 77 | Turchia (bandiera)  | D     | İsmail Erdoğan          |
| 80 | Brasile (bandiera)  | C     | Roni                    |
| 88 | Turchia (bandiera)  | D     | Mustafa Saltuk Ceviz    |
| 94 | Turchia (bandiera)  | C     | İbrahim Aksu            |
| 95 | Turchia (bandiera)  | C     | Melih İşdil             |
| 97 | Turchia (bandiera)  | C     | Serhat Tunç             |
| 99 | Israele (bandiera)  | A     | Ismaeel Ryan            |
|    | Brasile (bandiera)  | D     | Renan Diniz             |
|    | Marocco (bandiera)  | C     | Youssef Aït Bennasser   |
|    | Germania (bandiera) | D     | Enes Akyol              |

## Rosa 2019-2020
| N. |                                 | Ruolo | Calciatore          |
| -- | ------------------------------- | ----- | ------------------- |
| 1  | Turchia (bandiera)              | P     | İrfan Can Eğribayat |
| 5  | Turchia (bandiera)              | D     | Ihsan Göktas        |
| 6  | Turchia (bandiera)              | C     | Hakan Barış         |
| 7  | Turchia (bandiera)              | A     | Ahmet Dereli        |
| 9  | Turchia (bandiera)              | C     | Eren Keleş          |
| 10 | Georgia (bandiera)              | A     | Giorgi Arabidze     |
| 11 | Turchia (bandiera)              | A     | Utku Şen            |
| 14 | Germania (bandiera)             | D     | Marvin Büyüksakarya |
| 15 | Turchia (bandiera)              | D     | Mehmet Sedef        |
| 17 | Germania (bandiera)             | D     | Enes Akyol          |
| 18 | Bosnia ed Erzegovina (bandiera) | P     | Goran Karačić       |
| 19 | Turchia (bandiera)              | C     | Celil Yüksel        |
| 23 | Turchia (bandiera)              | D     | Evren Korkmaz       |
| 24 | Turchia (bandiera)              | D     | Uğurcan Yazğılı     |
| 26 | Mali (bandiera)                 | C     | Moussa Bagayoko     |

| N. |                    | Ruolo | Calciatore       |
| -- | ------------------ | ----- | ---------------- |
| 27 | Senegal (bandiera) | C     | Amidou Diop      |
| 29 | Camerun (bandiera) | A     | Mbilla Etame     |
| 30 | Turchia (bandiera) | C     | Furkan Özçal     |
| 33 | Brasile (bandiera) | D     | Renan Diniz      |
| 35 | Turchia (bandiera) | C     | Umut Sözen       |
| 36 | Turchia (bandiera) | C     | Okan Kurt        |
| 41 | Turchia (bandiera) | D     | Hakan Çinemre    |
| 55 | Turchia (bandiera) | C     | Canberk Dilaver  |
| 58 | Turchia (bandiera) | D     | Özkan Taştemur   |
| 59 | Turchia (bandiera) | C     | Semir Uçar       |
| 66 | Turchia (bandiera) | C     | Samican Keskin   |
| 77 | Turchia (bandiera) | D     | Savaş Polat      |
| 80 | Brasile (bandiera) | C     | Roni             |
| 90 | Nigeria (bandiera) | A     | Emeka Friday Eze |
| 99 | Turchia (bandiera) | P     | Isa Dogan        |

## Rosa 2017-2018
| N. |                      | Ruolo | Calciatore        |
| -- | -------------------- | ----- | ----------------- |
| 1  | Turchia (bandiera)   | P     | Hayrullah Akyüz   |
| 6  | Turchia (bandiera)   | C     | Gökhan Süzen      |
| 7  | Turchia (bandiera)   | C     | Abdulaziz Solmaz  |
| 8  | Turchia (bandiera)   | C     | Ahmet Bahçıvan    |
| 9  | Senegal (bandiera)   | A     | Magaye Gueye      |
| 10 | Brasile (bandiera)   | C     | Vinícius          |
| 11 | Turchia (bandiera)   | C     | Yener Arıca       |
| 14 | Turchia (bandiera)   | C     | Sercan Kaya       |
| 17 | Danimarca (bandiera) | C     | Oğuz Han Aynaoğlu |
| 19 | Turchia (bandiera)   | D     | Onur Akbay        |
| 20 | Turchia (bandiera)   | C     | Tevfik Altındağ   |
| 22 | Brasile (bandiera)   | D     | Digão             |
| 28 | Turchia (bandiera)   | C     | Ahmet Dereli      |
| 32 | Brasile (bandiera)   | C     | Renan Foguinho    |

| N. |                     | Ruolo | Calciatore          |
| -- | ------------------- | ----- | ------------------- |
| 33 | Brasile (bandiera)  | D     | Renan Diniz         |
| 41 | Turchia (bandiera)  | D     | Gökhan Meral        |
| 53 | Brasile (bandiera)  | D     | Didi                |
| 66 | Turchia (bandiera)  | D     | Uğur Daşdemir       |
| 70 | Turchia (bandiera)  | P     | İrfan Can Eğribayat |
| 77 | Ungheria (bandiera) | C     | Vladimir Koman      |
| 88 | Turchia (bandiera)  | C     | Bekir Yılmaz        |
| 96 | Turchia (bandiera)  | D     | Yakup Demir         |
| 99 | Turchia (bandiera)  | A     | Bahattin Köse       |
|    | Turchia (bandiera)  | D     | Emre Uruc           |
|    | Turchia (bandiera)  | C     | Firat Kaplan        |
|    | Turchia (bandiera)  | D     | Atakan Ekiz         |
|    | Turchia (bandiera)  | C     | Serhat Tunc         |
|    | Romania (bandiera)  | C     | Claudiu Bumba       |

## Rosa 2016-2017
| N. |                                 | Ruolo | Calciatore       |
| -- | ------------------------------- | ----- | ---------------- |
| 1  | Turchia (bandiera)              | P     | Hayrullah Akyüz  |
| 3  | Costa d'Avorio (bandiera)       | D     | Ousmane Viera    |
| 4  | Turchia (bandiera)              | D     | Yigitcan Gölboyu |
| 5  | Brasile (bandiera)              | D     | Maurício Ramos   |
| 6  | Turchia (bandiera)              | C     | Sami Can Keskin  |
| 7  | Turchia (bandiera)              | C     | Ahmet Dereli     |
| 8  | Turchia (bandiera)              | C     | Ahmet Bahçıvan   |
| 9  | Senegal (bandiera)              | A     | Magaye Gueye     |
| 10 | Brasile (bandiera)              | C     | Vinícius         |
| 17 | Turchia (bandiera)              | C     | Barış Memiş      |
| 18 | Bosnia ed Erzegovina (bandiera) | P     | Goran Karaćić    |
| 20 | Turchia (bandiera)              | C     | Tevfik Altındağ  |
| 21 | Turchia (bandiera)              | D     | Emre Uruç        |
| 22 | Brasile (bandiera)              | D     | Digão            |

| N. |                     | Ruolo | Calciatore             |
| -- | ------------------- | ----- | ---------------------- |
| 26 | Camerun (bandiera)  | P     | Charles Itandje        |
| 27 | Turchia (bandiera)  | C     | Cem Özdemir            |
| 30 | Turchia (bandiera)  | C     | Yusuf Fırat Kaplan     |
| 32 | Brasile (bandiera)  | C     | Renan Foguinho         |
| 33 | Brasile (bandiera)  | D     | Renan Diniz            |
| 46 | Turchia (bandiera)  | P     | İrfan Can Eğribayat    |
| 53 | Brasile (bandiera)  | D     | Didi                   |
| 55 | Turchia (bandiera)  | D     | Ethem Pülgir           |
| 66 | Turchia (bandiera)  | D     | Halil İbrahim Pehlivan |
| 77 | Ungheria (bandiera) | C     | Vladimir Koman         |
| 80 | Brasile (bandiera)  | C     | Roni                   |
| 88 | Turchia (bandiera)  | C     | Bekir Yılmaz           |
| 99 | Brasile (bandiera)  | A     | Reynaldo               |
| -  | Turchia (bandiera)  | C     | Hakan Yilmaz           |

## Rosa 2014-2015
| N. |                     | Ruolo | Calciatore       |
| -- | ------------------- | ----- | ---------------- |
| 1  | Turchia (bandiera)  | P     | Mert Akyüz       |
| 3  | Turchia (bandiera)  | D     | Selçuk Şahin     |
| 4  | Turchia (bandiera)  | D     | Yigitcan Gölboyu |
| 5  | Turchia (bandiera)  | C     | Fatih Sen        |
| 6  | Turchia (bandiera)  | C     | Sami Can Keskin  |
| 7  | Turchia (bandiera)  | A     | Ahmet Dereli     |
| 8  | Turchia (bandiera)  | C     | Cem Özdemir      |
| 9  | Turchia (bandiera)  | A     | Murat Yilmaz     |
| 10 | Brasile (bandiera)  | A     | Tiago Bezerra    |
| 11 | Turchia (bandiera)  | A     | Ergin Keleş      |
| 15 | Turchia (bandiera)  | D     | Abdullah Karmil  |
| 17 | Turchia (bandiera)  | A     | Hakan Yilmaz     |
| 18 | Turchia (bandiera)  | C     | Mehmet Boztepe   |
| 19 | Germania (bandiera) | C     | Olcay Turhan     |

| N. |                    | Ruolo | Calciatore        |
| -- | ------------------ | ----- | ----------------- |
| 20 | Turchia (bandiera) | C     | Tevfik Altındağ   |
| 21 | Turchia (bandiera) | C     | Emre Uruc         |
| 22 | Turchia (bandiera) | D     | Atakan Ekiz       |
| 23 | Turchia (bandiera) | D     | Ozan Tahtaisleyen |
| 28 | Turchia (bandiera) | C     | Merthan Açıl      |
| 29 | Turchia (bandiera) | P     | Atilla Koca       |
| 30 | Turchia (bandiera) | C     | Firat Kaplan      |
| 46 | Turchia (bandiera) | P     | Irfan Egribayat   |
| 48 | Turchia (bandiera) | P     | Evren Özyigit     |
| 50 | Brasile (bandiera) | C     | João Luiz         |
| 55 | Turchia (bandiera) | D     | Fahri Akyol       |
| 63 | Turchia (bandiera) | C     | Fevzi Özkan       |
| 90 | Turchia (bandiera) | C     | Mehmet Sak        |
| 96 | Turchia (bandiera) | C     | Ahmet Bahcivan    |

## Rosa 2012-2013
| N. |                     | Ruolo | Calciatore         |
| -- | ------------------- | ----- | ------------------ |
| 1  | Turchia (bandiera)  | P     | Tolgahan Acar      |
| 3  | Turchia (bandiera)  | D     | Koray Şanlı        |
| 5  | Turchia (bandiera)  | D     | Berk Neziroğluları |
| 7  | Camerun (bandiera)  | A     | Mbilla Etame       |
| 8  | Turchia (bandiera)  | C     | Cem Özdemir        |
| 9  | Germania (bandiera) | A     | Ahmet Dereli       |
| 10 | Turchia (bandiera)  | C     | Rahman Oğuz Kobya  |
| 11 | Germania (bandiera) | A     | Güngör Kaya        |
| 13 | Turchia (bandiera)  | C     | Sedat Ağçay        |
| 14 | Turchia (bandiera)  | A     | Metin Akan         |
| 15 | Turchia (bandiera)  | D     | Özgür Bayer        |
| 19 | Nigeria (bandiera)  | A     | Chibuzor Nwogbo    |
| 20 | Camerun (bandiera)  | C     | Marc Kibong Mbamba |
| 21 | Turchia (bandiera)  | P     | Zülküf Özer        |
| 22 | Turchia (bandiera)  | P     | Yavuz Özkan        |
| 23 | Turchia (bandiera)  | P     | Aykut Kıratlı      |

| N. |                    | Ruolo | Calciatore           |
| -- | ------------------ | ----- | -------------------- |
| 24 | Turchia (bandiera) | A     | Burak Çalık          |
| 26 | Turchia (bandiera) | A     | Ümit Tütünci         |
| 28 | Turchia (bandiera) | C     | Merthan Açıl         |
| 35 | Turchia (bandiera) | D     | Tuna Üzümcü          |
| 39 | Turchia (bandiera) | D     | İlkem Özkaynak       |
| 50 | Turchia (bandiera) | C     | Barış Ataş           |
| 54 | Turchia (bandiera) | C     | Talha Mayhoş         |
| 58 | Turchia (bandiera) | D     | İzzet Yıldırım       |
| 63 | Turchia (bandiera) | C     | Fevzi Özkan          |
| 77 | Turchia (bandiera) | C     | Bülent Kocabey       |
| 90 | Turchia (bandiera) | C     | Ali Zorlu            |
| 93 | Turchia (bandiera) | P     | Hayrullah Mert Akyüz |
| 94 | Turchia (bandiera) | D     | Tayfun Aksoy         |

## Partecipazioni e risultati nella coppe europee
UEFA Cup/Europa League:
| Stagione | Turno | Stato               | Club                | Casa | Trasferta | Totale |
| -------- | ----- | ------------------- | ------------------- | ---- | --------- | ------ |
| 1976-77  | 1R    | Austria (bandiera)  | SV Austria Salzburg | 2–0  | 0–5       | 2-5    |
| 1978–79  | 1R    | Ungheria (bandiera) | Budapest Honvéd FC  | 2–2  | 0-6       | 2-8    |
| 1981-82  | 1R    | Italia (bandiera)   | Inter               | 1–3  | 1-4       | 2-7    |

## Palmarès

### Competizioni nazionali
- TFF 1. Lig: 3

1970-1971, 1987-1988, 2015-2016
- TFF 2. Lig: 1

2007-2008

### Altri piazzamenti
- Campionato turco:

Secondo posto: 1980-1981
- Coppa di Turchia:

Semifinalista: 2001-2002
- Coppa del Primo ministro:

Finalista: 1981
- TFF 1. Lig:

Terzo posto: 2001-2002

## Statistiche e record

### Statistiche nelle competizioni UEFA
Tabella aggiornata alla fine della stagione 2018-2019.
| Competizione                  | Partecipazioni | G | V | N | P | RF | RS |
| ----------------------------- | -------------- | - | - | - | - | -- | -- |
| Coppa UEFA/UEFA Europa League | 3              | 6 | 1 | 1 | 4 | 6  | 20 |